# Kristus bespisar folket med fem bröd och två fiskar
Kristus bespisar folket med fem bröd och två fiskar är en oljemålning av den tyske renässanskonstnären Lucas Cranach den äldre och hans ateljé. Den målades cirka 1535–1540 och ingår i samlingarna på Nationalmuseum i Stockholm.
Inventarielistan över Gustav Vasas konstsamling på Gripsholms slott från 1547–1548 beskriver en målning med orden ”Om Christus spisade myckitt folck udi öknen”. Med öken avses ödemark. Detta är troligen den målning som nämns. 
Scenen visar det bespisningsunder som alla evangelisterna nämner i Nya testamentet. Där berättas hur 5 000 människor hade följt Jesus ut i ödemarken. På kvällen föreslog lärjungarna att han skulle skicka folket till bebodda trakter där de kunde få något att äta. All mat som kunde uppbådas var fem bröd och två fiskar som den lille pojken bär i famnen. Men Jesus bad folket slå sig ner i gräset, och han tog de fem bröden och de två fiskarna, såg upp på himlen och läste tacksägelsebönen. Sedan bröt han bröden och gav dem till lärjungarna som gav dem till folket. Alla åt och blev mätta.